# Josef Pomiankowski
Josef Pomiankowski, eigentlich Józef Jan Klemens Pomiankowski (* 23. November 1866 in Jarosław, Kaisertum Österreich; † 23. Jänner 1929 in Lemberg, Polen), war ein Feldmarschallleutnant der k.u.k. Armee und Militärbevollmächtigter der österreichisch-ungarischen Militärmission im Osmanischen Reich im Ersten Weltkrieg. Er war federführend bei der Gestaltung der österreichischen Orientpolitik, oft in Konkurrenz zum verbündeten Deutschen Reich.

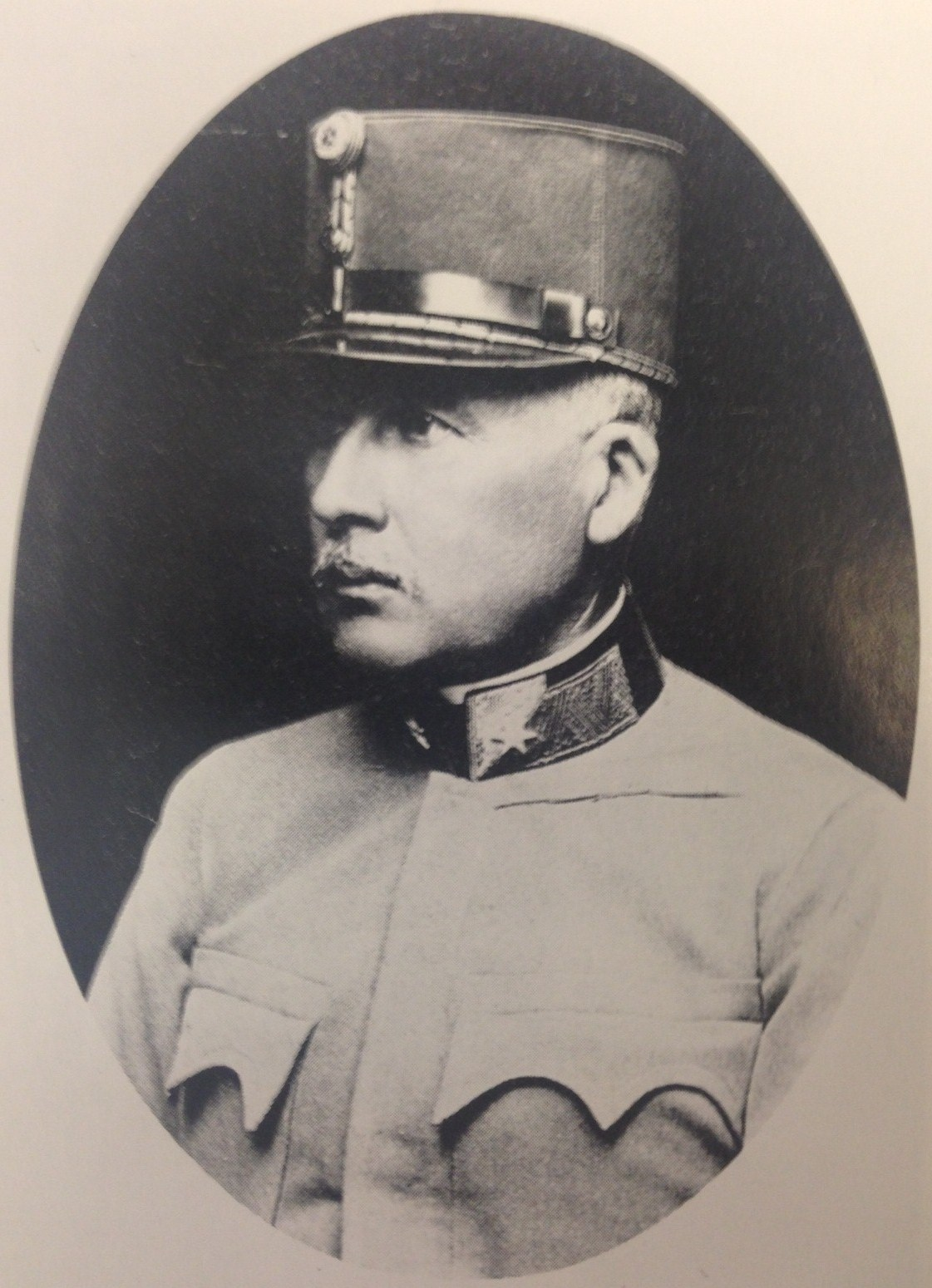
Josef Pomiankowski

## Leben

### Familie und Ausbildung
Als Zehnjähriger trat der aus einer polnischen Familie Galiziens stammende Pomiankowski in die Militär-Unterrealschule von Güns ein, vier Jahre später in die Militär-Oberrealschule von Mährisch Weißkirchen, 1883 bis 1886 absolvierte er die k.u.k. Technische Militärakademie in Wien, die er als Leutnant verließ. Er diente drei Jahre bei den Ulanen und besuchte ab 1890 zwei Jahre die Theresianischen Militärakademie, wo er die Generalstabsausbildung erhielt. Anschließend diente in den Generalstäben verschiedener Korps und als Truppenkommandeur. Er war verheiratet und hatte zwei 1904 und 1905 geborene Töchter; die Familie lebte in Lemberg und Wien.

### Vorkriegslaufbahn
Im November 1901 erhielt er den wichtigen Posten als Militärattaché in Belgrad im Königreich Serbien. Dort agierte er im militärischen Bereich und nahm auch treffende wirtschaftliche und politisch-strategische Einschätzungen vor, die er nach Wien berichtete. Auch im nachrichtendienstlichen Bereich konnte er Erfolge vorweisen und Informationen über serbische Terrorgruppen in Mazedonien und Bosnien sammeln. Er forderte, der „serbischen Agitation“ durch direkte Maßnahmen energisch entgegenzutreten.
Ende 1909 trat er als Oberst den Dienst als Militärattaché in Konstantinopel an, wo er auch für Griechenland zuständig war. 
1912 unterlief ihm eine grobe Fehleinschätzung, als er wegen der vermeintlichen Stärke der osmanischen Armee einen Angriff der kleinen Balkanstaaten für unwahrscheinlich hielt.

### Politik im Ersten Weltkrieg
Mit Ausbruch des Ersten Weltkrieges wurde Pomiankowski, seit 1914 Generalmajor, als Militärbevollmächtigter auch zum Leiter der österreichisch-ungarischen Militärmission im Osmanischen Reich und damit Juniorpartner der Deutschen Militärmission unter Otto Liman von Sanders. Als solcher versuchte er, Gegensätze zwischen Deutschen und Osmanen zu nutzen, um trotz geringer Machtmittel politischen und wirtschaftlichen Interessen Österreich-Ungarns im Orient Geltung zu verschaffen. 
Gemeinsam mit k.u.k. Außenminister Leopold Berchtold und dem Botschafter der Monarchie in Konstantinopel, Johann Markgraf Pallavicini, war Pomiankowski bestrebt, eine eigenständige Orientpolitik zu betreiben. Sie wollten, bei völliger Gleichberechtigung mit Deutschland, gemeinsam eine dominierende Rolle, eine Art Kondominium, im Osmanischen Reich erringen. Da die jeweiligen Interessen häufig aufeinanderprallten, kam es zu dauernden Reibereien und Eifersüchteleien. 1917 lagen sich Deutschland und die Donaumonarchie wegen fast jeder Frage der türkischen Allianz in den Haaren. Mit dem alten Botschafter Pallavicini fand er ein gutes Einvernehmen, auch weil er diesem seine Berichte freiwillig zur Korrektur vorlegte. Zu k.u.k. Generalstabschef Conrad hielt er Distanz.
Pomiankowski war nicht nur als Militär tätig, sondern gestaltete aktiv die österreichische Orientpolitik vor Ort, wirkte als Diplomat, Leiter eines eigenen Nachrichtendienstes, Propagandist, Kulturbotschafter, Wirtschaftsfachmann und Diplomat. Auf sein Drängen hin wurde 1917 im Kriegsministerium eine „Orientabteilung“ eingerichtet, um bei der wirtschaftlichen Ausbeutung des Balkans und des Osmanischen Reiches nicht völlig gegenüber dem übermächtigen Partner Deutschland ins Hintertreffen zu geraten.
Deutsche Offizielle in Konstantinopel versuchten vergeblich, mittels Intervention bei Kaiser Wilhelm II. oder Generalstabschef Conrad ihren österreichischen Widersacher ablösen zu lassen. Pomiankowski schätzte den Charakter der Türken hoch ein, machte jedoch für die Probleme und Rückständigkeit des Osmanischen Reiches den Islam verantwortlich, der jede Modernisierung verhindere. Die weitgehend erfolglose deutsche Politik der Revolutionierung von Moslems gegen die alliierten Kolonialmächte durch einen Dschihad lehnte er ab, weil durch die religiöse Zersplitterung des Islams eine gemeinsame Mobilisierung nicht möglich sei. Auch der österreichischen Orientmission von Alois Musil und Erzherzog Hubert Salvator, September bis November 1917, stand er wie Pallavicini skeptisch gegenüber.
Im Zusammenhang mit dem Völkermord an den Armeniern erkannte er frühzeitig, dass der Deportationsbefehl der Regierung einer Ausrottung der Armenier in Kleinasien gleichkomme. Er besuchte an der Seite eines der Hauptverantwortlichen, Enver Pascha, im Mai 1916 die ostanatolischen Gebiete, in denen der Genozid geschah und berichtete davon nach Wien. Zaghafte diplomatische Versuche Pomiankowskis, Sicherheiten für die verfolgten Armenier zu erhalten, waren nicht von dauerhaftem Erfolg. Nach dem Krieg nahm er seine deutschen Kollegen vor dem Vorwurf des ehemaligen amerikanischen Botschafters in Konstantinopel Morgenthau in Schutz, diese hätten den Türken den Gedanken für die Massendeportationen geradezu suggeriert.
Pomiankowski, seit 1917 Feldmarschall-Leutnant, koordinierte nach einem kurzen Einsatz ab Juni 1917 an der Italienfront die Truppen der Monarchie bei den erfolglosen Kämpfen an der Palästinafront.

### Nach dem Krieg
Nach Kriegsende organisierte Pomiankowski den Rücktransport von 200 Offizieren und 1050 Soldaten mit einem italienischen Schiff über Triest nach Österreich. 200 revoltierende Soldaten, die versuchten, Soldatenräte zu installieren, verschickte er mit osmanischer Unterstützung per Schiff ins österreichisch besetzte Odessa.
Nach dem Zusammenbruch des Habsburgerreiches Ende 1918 wurde Pomiankowski Militärbevollmächtigter Polens für Schweden, Dänemark und Norwegen in Stockholm und später Leiter der militärischen Einkaufskommission für Kriegsmaterial in Paris. Am 25. März 1919 war er, nach Annahme der polnischen  Staatsbürgerschaft, der polnischen Armee beigetreten, im Jänner 1922 folgte seine Pensionierung.
Sein 1927 in Wien veröffentlichtes Buch Der Zusammenbruch des Ottomanischen Reiches wurde für Historiker zu einer der wichtigsten Quellen für die Geschichte des Bündnisses mit dem Osmanischen Reich. Der Turkologe Herbert W. Duda konstatierte in einer Rezension 1929 Pomiankowski eine stark antideutsche Orientpolitik. Sein Grab befindet sich auf dem Lytschakiwski-Friedhof in Lemberg.

## Schriften
- Der Zusammenbruch des Ottomanischen Reiches. Erinnerungen an die Türkei aus der Zeit des Weltkrieges. Amalthea, Wien 1927.